# Stopping the Show
Stopping the Show – amerykański film animowany z 1932 roku. Debiutancki film postaci rysunkowej Betty Boop.